# Carl Kreuger
Carl Kreuger, född 16 december 1914 i Stockholm, död där 21 februari 1989 var en svensk publicist.
Carl Kreuger var son till Torsten Kreuger. Han blev juris kandidat 1937, var VD i Härnösands boktryckeri AB och Västernorrlands Allehanda 1944–1946, ansvarig utgivare för Stockholms-Tidningen 1946–1947 och chefredaktör där från 1948.